# Anne Cambon-Thomsen
Pour les articles homonymes, voir Cambon et Thomsen.
Anne Cambon-Thomsen, née le 9 novembre 1949 à Toulouse, est une médecin française spécialisée en immunogénétique humaine et en bioéthique.

## Biographie

### Formation
Anne Cambon-Thomsen étudie la médecine et passe sa thèse de docteur en médecine en 1978.
Elle obtient un diplôme inter-universitaire d'éthique de la santé en 1996.

### Carrière de chercheuse
Entre 1985 et 1990, Anne Cambon-Thomsen dirige une unité de recherche de l'Institut national de la santé et de la médecine (Inserm) en immunologie et immunogénétique humaine. De 1987 à 1997, elle prend la direction du centre de recherches sur le polymorphisme génétique des populations humaines et du centre d'immunopathologie et de génétique humaine au Centre national de la recherche scientifique (CNRS). Elle est ensuite directrice de recherche émérite au CNRS dans l'unité Épidémiologie et santé publique de l'Inserm à l'université Toulouse III.
En 1991, elle publie une étude sur les origines génétiques des populations des provinces françaises, un travail commencé en 1980 avec Elie Ohayon.
En 2002, elle intervient dans l'Université de tous les savoirs et sur BFM TV sur les Crispr-Cas9 en 2018.
Elle est l'autrice de plus de 140 publications.
Elle est membre de nombreux groupes d'éthique dont le Groupe européen d’éthique des sciences et des nouvelles technologies qui conseille la Commission européenne. Elle est Championne de l'EuroScience (en)Open Forum (ESOF) en 2018 à Toulouse,.

## Hommage
Anne Cambon-Thomsen est décorée chevalière de l'ordre national du Mérite en 1998 puis chevalière de la légion d'honneur en 2018 pour son travail de recherche.